# Neuer jüdischer Friedhof (Kalisz)

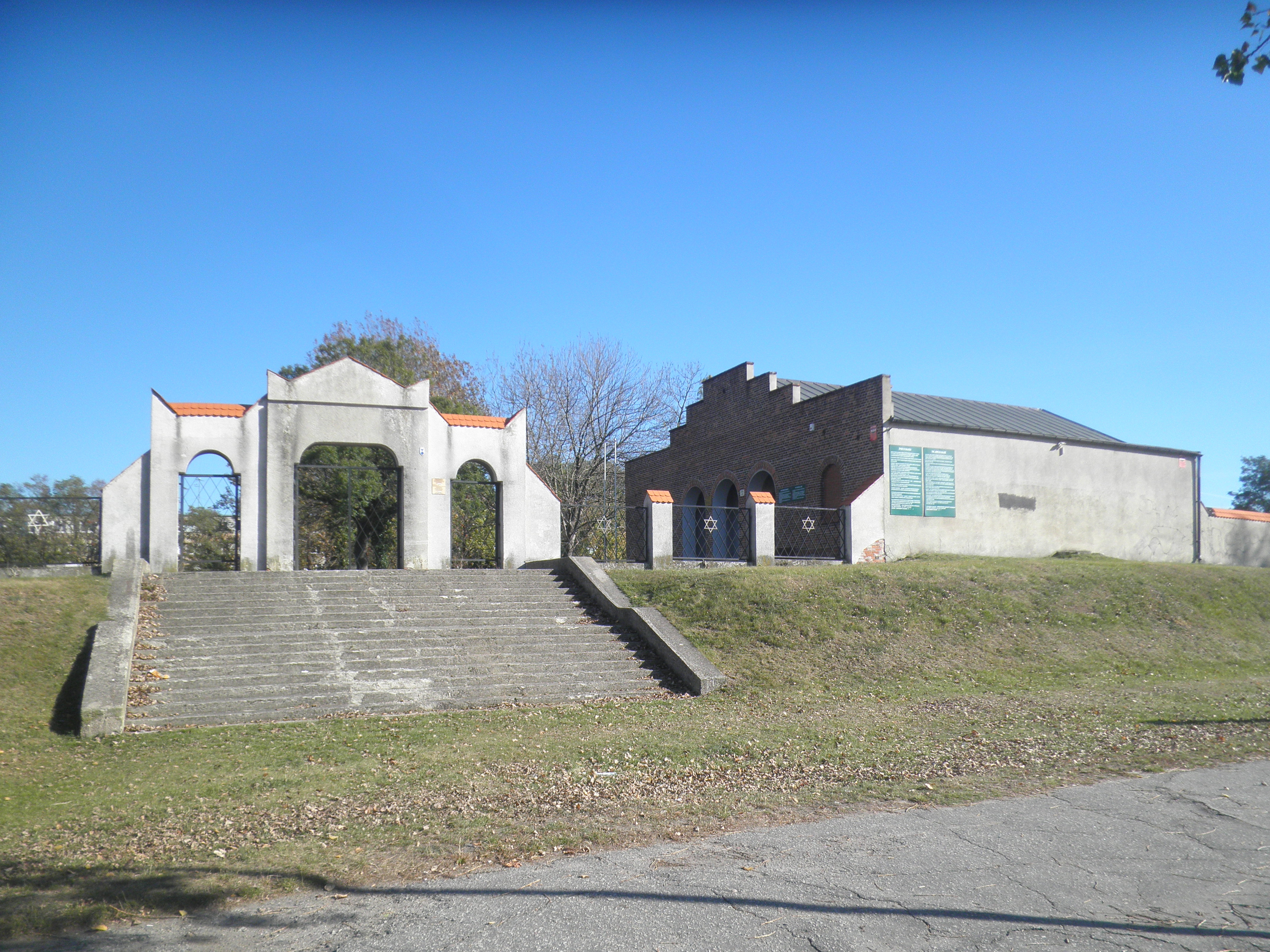
Eingang zum Neuen jüdischen Friedhof in Kalisz, rechts die Trauerhalle

Der Neue jüdische Friedhof in Kalisz (deutsch Kalisch), einer polnischen Stadt in der Woiwodschaft Großpolen, wurde Anfang der 1920er Jahre angelegt. Der jüdische Friedhof ist ein geschütztes Kulturdenkmal.
Auf dem 1,1 Hektar großen Friedhof sind heute noch etwa 100 Grabsteine erhalten.